# 951
| [ Edytuj tabelę ]              |                                        |
| Książę Polski                  | - 940 Siemomysł 960                    |
| Król Anglii                    | - 946 Edred 955                        |
| Hrabia Aragonii                | - 922 Andregota Galíndez 972           |
| Hrabia Aragonii i król Nawarry | - 926 Garcia I 970                     |
| Hrabia Barcelony               | - 947 Borrell II 992 - 947 Miro 966    |
| Książę Bawarii                 | - 947 Henryk I 955                     |
| Książę Burgundii               | - 923 Hugo Czarny 952                  |
| Cesarz Bizancjum               | - 913 Konstantyn VII Porfirogeneta 959 |
| Car Bułgarii                   | - 927 Piotr I 969                      |
| Książę Czech                   | - 935 Bolesław I Srogi 972             |
| Król Danii                     | - 940 Gorm Stary 958                   |
| Władca Egiptu                  | - 946 Abu al-Kasim Unudżur 960         |
| Król Franków zachodnich        | - 936 Ludwik IV Zamorski 954           |
| Hrabia Holandii                | - 939 Dirk II 988                      |
| Cesarz Japonii                 | - 946 Murakami 967                     |
| Kalif                          | - 946 Al-Muti 974                      |
| Hrabia Kastylii                | - 923 Ferdinand Gonzalez 970           |
| Król Khmerów                   | - 944 Radżendrawarman II 968           |
| Wielki książę Kijowa           | - 945 Światosław I 972                 |
| Patriarcha Konstantynopola     | - 933 Teofilakt 956                    |
| Władca Korei                   | - 949 Kwangjong 975                    |
| Król Leónu                     | - 950 Ordoño III 956                   |
| Król Norwegii                  | - 933 Haakon Dobry 961                 |
| Hrabia Palatynatu              | - 945 Hermann Pusillus 994             |
| Papież                         | - 946 Agapit II 955                    |
| Hrabia Portugalii              | - 950 Gonçalo Mendes 999               |
| Książę Saksonii                | - 936 Otton I Wielki 961               |
| Król Szkocji                   | - 943 Malcolm I 954                    |
| Doża Wenecji                   | - 942 Pietro III Candiano 959          |
| Książę Węgier                  | - 947 Fajsz 955                        |

Rok 951 / CMLI
stulecia: IX wiek ~
X wiek ~
XI wiek

lata: 941 «
946 «
947 «
948 «
949 «
950 «
951
» 952
» 953
» 954
» 955
» 956
» 961

## Wydarzenia
- Europa
  - Otton I wyprawił się na Włochy, przez co uzyskał zwierzchnictwo nad królem tego kraju, Berengarem z Ivrei.
  - Ślub Ottona I z królową Adelajdą, wdową po Lotarze Włoskim.

## Urodzili się
- Abu Talib Yahya, muzułmański imam sekty Zajdytów (zm. 1033)
- Henryk II Kłótnik, książę Bawarii (zm. 995)
- Ibn al-Kattani, mauretański uczony i lekarz (zm. 1029)
- Liu Chenggui, urzędnik dynastii Song (zm. 1016)
- Sidi Mahrez, muzułmański uczony i 'obrońca' (wali) (zm. 1022)
- Zhao Dezhao, książę z dynastii Song (zm. 979)

- data przybliżona:
  - Święty Romuald, założyciel zakonu kamedułów (zm. 1025 lub 1027)
  - Gaston II, wicehrabia Béarn (zm. 1012)
  - Grzegorz z Nareku, ormiański mnich i teolog (zm. 1003)

## Zmarli
- 12 marca - Alphege I Starszy (Ælfheah), biskup Winchesteru
- Ramiro II - król Leónu w latach 931-951 (ur. ok. 900)